# 香港醫療
香港醫療體系由香港42間公立醫院以及13間私家醫院組成。由於香港的醫療水平較好，香港是全世界人均預期壽命最長的地區。同時香港也是世界上首個實行肝臟移植的地區，自1993年起開始進行成年人至成年人的肝臟捐贈移植手術。香港的公立和私家醫院都與澳洲醫療標準議會合作進行國際醫療認可。同時也設有門診提供基礎醫療，包括牙科。
香港設有兩間醫學院培養醫生，分別為香港大學李嘉誠醫學院及香港中文大學醫學院，每年各自有超過200名醫科畢業生畢業並加入香港醫療體系。對於畢業後醫療教育，香港醫學專科學院是一個可以組織、監管、評估及認可所有專科醫療訓練及監管香港持續醫療教育獨立機構。另外，加拿大皇家醫生學院自1994年起也認可香港醫科畢業生並容許在香港畢業生取得其認可在加拿大行醫。
一項2016年的調查發現大約有8%的人口因為無法負擔醫療費用而避免尋求治療。

## 公營醫療
持有香港身份證或低於11歲的香港居民只需小量共同支付即可享有資助醫療。2007年至2011年間公共醫療體系的投入提升了30%。在2014/15財政年度，醫療佔政府支出超過17%。每年超過220萬人次使用緊急醫療服務，每名病人的平均花費約為1,230港元。

### 醫院管理局
香港醫院管理局是1990年12月1日根據醫院管理局條例成立的機構，負責管理全香港42間公立醫院和公立醫療機構。該機構主要通過其醫療設施負責提供各種二級和三級醫療和復康服務。醫院管理局同時設有74間普通科門診，提供部分基層醫療服務。
香港只設有兩間醫學院香港大學李嘉誠醫學院及香港中文大學醫學院，同時也是唯二提供醫療和藥劑訓練的機構。其他大學也有開辦部分醫療課程，但不設有醫學院。

## 私立醫療
香港設有13間私家醫院。政府提出自願醫保計劃以鼓勵更多市民使用私立醫療機構。